# Hörlesbuck
Der Hörlesbuck bei Degersheim im mittelfränkischen Landkreis Weißenburg-Gunzenhausen in Bayern ist ein 634,7 m ü. NHN hoher Berg und Wasserscheidepunkt des Mittelgebirges Fränkische Alb im Teil-Höhenzug Hahnenkamm. Er gehört zu den höchsten Erhebungen des Landkreises und des Hahnenkamms.

## Geographie

### Lage
Der Hörlesbuck liegt im Naturpark Altmühltal südwestlich vom Hauptgrat des Hahnenkamms. Er befindet sich zwischen Heidenheim im Nordwesten und dessen Gemeindeteil Degersheim im Südosten. Entlang der Westflanke liegen die Einöden Mariabrunn, Krottenmühle und Eggenthal. Nach Norden leitet die Landschaft zum Dürrenberg (656,4 m) und nach Südsüdwesten zum Efferaberg (645,2 m) über. Unterhalb des Berges an seiner Westflanke entspringt der Röthelgraben, der in die Westliche Rohrach mündet, die im Tal an der Westflanke des Berges entlang fließt.

### Naturschutz
Entlang der Westflanke des Hörlesbucks ziehen sich Teile des Landschaftsschutzgebiets Schutzzone im Naturpark Altmühltal (CDDA-Nr. 396115; 1995 ausgewiesen; ca. 1.630 km² groß). Im Übergangsbereich zum nördlich liegenden Dürrenberg sowie südöstlich des Hörlesbucks liegen Teile des Fauna-Flora-Habitat-Gebiets Trauf der südlichen Frankenalb (FFH-Nr. 6833-371; ca. 43 km²).

### Naturräumliche Zuordnung
Der Hörlesbuck gehört in der naturräumlichen Haupteinheitengruppe Fränkische Alb (Nr. 08), in der Haupteinheit Südliche Frankenalb (082) und in der Untereinheit Altmühlalb (082.2) zum Naturraum Hahnenkammalb (082.20), wobei seine Landschaft nach Westen in das Vorland der Südlichen Frankenalb (110) mit dem Naturraum Hahnenkamm-Vorberge (110.21) abfällt.

## Verkehr und Infrastruktur
In Gipfelnähe über den Hörlesbuck führt zwischen Heidenheim und Degersheim die Staatsstraße 2218 und durch den Übergangsbereich zum nördlich liegenden Dürrenberg der unter anderem durch Heidenheim verlaufende Europäische Fernwanderweg E8.
Auf dem Hörlesbuck liegt der Windpark Hahnenkamm, zum Zeitpunkt der Einweihung einer der größten Windparks Bayerns. Zudem befinden sich dort ein Wasserwerk und ein Sendeturm. An seinem Nordwestfuß steht ein Schullandheim.